# Castorimorphi
Sous-ordre
Les Castorimorphi sont un infra-ordre (anciennement le sous-ordre des Castorimorpha) de Rongeurs du sous-ordre des Supramyomorpha, qui regroupe plusieurs espèces portant en français des noms imprécis comme castor, souris kangourou, gaufre (ou rat) à poche, mais aussi une grande majorité d'espèces disparues.

## Taxinomie
C'est le paléontologue américain, spécialiste des mammifères, Albert Elmer Wood (1910-2002) qui a défini le sous-ordre des Castorimorpha en 1955. L'infra-ordre des Castorimorphi été défini en 2019 sur la base d'analyses phylogénétiques.

### Synonymes
Castorimorphi a pour synonymes :
- Saccomyida Carus, 1868
- Castorimorpha Wood, 1955

### Liste des familles
Cet infra-ordre regroupe les trois familles actuelles suivantes,,, :
- Castoridae
- Geomyidae
- Heteromyidae

Il est divisé en deux super-familles,, regroupant les familles fossiles, actuelles et genres non-classés suivants :
- super-famille des Castoroidea Hemprich, 1820
  - Castoridae Hemprich, 1820
  - † Eutypomyidae Miller & Gidley, 1918
  - Rhizospalacidae Thaler, 1966
- super-famille des Geomyoidea Bonaparte, 1845
  - genre † Caribeomys Marivaux et al., 2021
  - genre † Dikkomys Wood, 1936
  - † Eomyidae Winge, 1888
  - † Florentiamyidae Wood, 1936
  - genre † Floresomys Fries, Hibbard & Dunkle, 1955
  - Geomyidae Bonaparte, 1845
  - genre † Griphomys Wilson, 1940
  - genre † Harrymys Munthe, 1988
  - † Heliscomyidae Korth, Wahlert & Emry, 1991
  - Heteromyidae Gray, 1868
  - genre † Hydentomys Tong, 1997
  - † Jimomyidae Flynn, Lindsay & Martin, 2008
  - genre † Lignimus Storer, 1970
  - genre † Meliakrouniomys Harris & Wood, 1969
  - genre † Mojavemys Lindsay, 1972
  - genre † Phelosaccomys Korth & Reynolds, 1994
  - † Pipestoneomyidae Korth & Emry, 2013
  - genre † Proharrymys Korth & Branciforte, 2007
  - genre † Tenudomys Rensberger, 1973

### Publication originale
- (en) Guillermo D'Elía, Pierre-Henri Fabre et Enrique P Lessa, « Rodent systematics in an age of discovery: recent advances and prospects », Journal of Mammalogy, Baltimore, Allen Press (d), OUP et ASM, vol. 100, no 3,‎ 23 mai 2019, p. 852-871 (ISSN 0022-2372 et 1545-1542, OCLC 1800234, DOI 10.1093/JMAMMAL/GYY179, JSTOR 27018166).